# Jarmo Lehtinen
Jarmo Lehtinen (3 gennaio 1969) è un copilota di rally finlandese.

## Vittorie nel WRC
| #  | Stagione | Evento                 | Pilota         | Auto                  | Squadra                  |
| -- | -------- | ---------------------- | -------------- | --------------------- | ------------------------ |
| 1  | 2006     | Rally d'Australia      | Mikko Hirvonen | Ford Focus RS WRC '06 | BP Ford World Rally Team |
| 2  | 2007     | Rally di Norvegia      | Mikko Hirvonen | Ford Focus RS WRC '06 | BP Ford World Rally Team |
| 3  | 2007     | Rally del Giappone     | Mikko Hirvonen | Ford Focus RS WRC '07 | BP Ford World Rally Team |
| 4  | 2007     | Rally di Gran Bretagna | Mikko Hirvonen | Ford Focus RS WRC '07 | BP Ford World Rally Team |
| 5  | 2008     | Rally di Giordania     | Mikko Hirvonen | Ford Focus RS WRC '07 | BP Ford Abu Dhabi WRT    |
| 6  | 2008     | Rally di Turchia       | Mikko Hirvonen | Ford Focus RS WRC '07 | BP Ford Abu Dhabi WRT    |
| 7  | 2008     | Rally del Giappone     | Mikko Hirvonen | Ford Focus RS WRC '08 | BP Ford Abu Dhabi WRT    |
| 8  | 2009     | Rally dell'Acropoli    | Mikko Hirvonen | Ford Focus RS WRC '09 | BP Ford Abu Dhabi WRT    |
| 9  | 2009     | Rally di Polonia       | Mikko Hirvonen | Ford Focus RS WRC '09 | BP Ford Abu Dhabi WRT    |
| 10 | 2009     | Rally di Finlandia     | Mikko Hirvonen | Ford Focus RS WRC '09 | BP Ford Abu Dhabi WRT    |
| 11 | 2009     | Rally d'Australia      | Mikko Hirvonen | Ford Focus RS WRC '09 | BP Ford Abu Dhabi WRT    |
| 12 | 2010     | Rally di Svezia        | Mikko Hirvonen | Ford Focus RS WRC '09 | BP Ford Abu Dhabi WRT    |
| 13 | 2011     | Rally di Svezia        | Mikko Hirvonen | Ford Fiesta RS WRC    | Ford Abu Dhabi WRT       |
| 14 | 2011     | Rally d'Australia      | Mikko Hirvonen | Ford Fiesta RS WRC    | Ford Abu Dhabi WRT       |
| 15 | 2012     | Rally di Sardegna      | Mikko Hirvonen | Citroën DS3 WRC       | Citroën Total WRT        |

## Risultati nel mondiale rally

### WRC
| 2002 | Scuderia | Vettura                                 |  |  |  |  |  |  |  |  |    |  |     |  |  |     |  |  | Punti | Pos. |
| ---- | -------- | --------------------------------------- |  |  |  |  |  |  |  |  | -- |  | --- |  |  | --- |  |  | ----- | ---- |
| 2002 |          | Renault Clio S1600 e Subaru Impreza WRC |  |  |  |  |  |  |  |  | 21 |  | Rit |  |  | Rit |  |  | 0     |      |

| 2003 | Scuderia | Vettura           |     |    |     |    |    |     |   |    |     |   |     |    |    |     |  |  | Punti | Pos. |
| ---- | -------- | ----------------- | --- | -- | --- | -- | -- | --- | - | -- | --- | - | --- | -- | -- | --- |  |  | ----- | ---- |
| 2003 | Ford     | Ford Focus RS WRC | Rit | 11 | Rit | 10 | 16 | Rit | 6 | 13 | Rit | 9 | Rit | 10 | 14 | Rit |  |  | 3     | 15º  |

| 2004 | Scuderia                | Vettura            |     |   |   |   |   |     |   |   |     |   |   |   |     |    |   |   | Punti | Pos. |
| ---- | ----------------------- | ------------------ | --- | - | - | - | - | --- | - | - | --- | - | - | - | --- | -- | - | - | ----- | ---- |
| 2004 | Subaru World Rally Team | Subaru Impreza WRC | Rit | 9 | 5 | 7 | 5 | Rit | 6 | 4 | Rit | 8 | 7 | 7 | Rit | 10 | 8 | 4 | 29    | 7º   |

| 2005 | Scuderia | Vettura                             |  |     |  |  |     |  |  |   |  |   |  |  |     |  |   |  | Punti | Pos. |
| ---- | -------- | ----------------------------------- |  | --- |  |  | --- |  |  | - |  | - |  |  | --- |  | - |  | ----- | ---- |
| 2005 |          | Ford Focus RS WRC e Škoda Fabia WRC |  | Rit |  |  | Rit |  |  | 5 |  | 5 |  |  | Rit |  | 3 |  | 14    | 10º  |

| 2006 | Scuderia              | Vettura           |   |    |    |   |   |     |   |   |   |   |   |   |   |   |   |     | Punti | Pos. |
| ---- | --------------------- | ----------------- | - | -- | -- | - | - | --- | - | - | - | - | - | - | - | - | - | --- | ----- | ---- |
| 2006 | Ford World Rally Team | Ford Focus RS WRC | 7 | 12 | 14 | 9 | 4 | Rit | 2 | 3 | 9 | 3 | 3 | 3 | 2 | 1 | 2 | Rit | 65    | 3º   |

| 2007 | Scuderia              | Vettura           |   |   |   |   |   |   |   |   |   |   |   |   |    |   |   |   | Punti | Pos. |
| ---- | --------------------- | ----------------- | - | - | - | - | - | - | - | - | - | - | - | - | -- | - | - | - | ----- | ---- |
| 2007 | Ford World Rally Team | Ford Focus RS WRC | 5 | 3 | 1 | 3 | 5 | 3 | 2 | 4 | 2 | 3 | 3 | 4 | 13 | 1 | 4 | 1 | 99    | 3º   |

| 2008 | Scuderia              | Vettura           |   |   |   |   |   |   |   |   |   |   |   |   |   |   |   |  | Punti | Pos. |
| ---- | --------------------- | ----------------- | - | - | - | - | - | - | - | - | - | - | - | - | - | - | - |  | ----- | ---- |
| 2008 | Ford World Rally Team | Ford Focus RS WRC | 2 | 2 | 4 | 5 | 1 | 2 | 3 | 1 | 2 | 4 | 3 | 3 | 2 | 1 | 8 |  | 103   | 2º   |

| 2009 | Scuderia              | Vettura           |   |   |   |   |     |   |   |   |   |   |   |   |  |  |  |  | Punti | Pos. |
| ---- | --------------------- | ----------------- | - | - | - | - | --- | - | - | - | - | - | - | - |  |  |  |  | ----- | ---- |
| 2009 | Ford World Rally Team | Ford Focus RS WRC | 3 | 2 | 2 | 2 | Rit | 2 | 1 | 1 | 1 | 1 | 3 | 2 |  |  |  |  | 92    | 2º   |

| 2010 | Scuderia              | Vettura           |   |   |    |   |   |   |   |     |     |   |   |   |   |  |  |  | Punti | Pos. |
| ---- | --------------------- | ----------------- | - | - | -- | - | - | - | - | --- | --- | - | - | - | - |  |  |  | ----- | ---- |
| 2010 | Ford World Rally Team | Ford Focus RS WRC | 1 | 4 | 20 | 3 | 4 | 4 | 5 | Rit | Rit | 6 | 5 | 5 | 4 |  |  |  | 126   | 6º   |

| 2011 | Scuderia              | Vettura           |   |    |   |   |    |    |    |    |   |   |   |   |     |  |  |  | Punti | Pos. |
| ---- | --------------------- | ----------------- | - | -- | - | - | -- | -- | -- | -- | - | - | - | - | --- |  |  |  | ----- | ---- |
| 2011 | Ford World Rally Team | Ford Focus RS WRC | 1 | 23 | 4 | 4 | 23 | 24 | 35 | 43 | 4 | 1 | 3 | 2 | Rit |  |  |  | 214   | 2º   |

| 2012 | Scuderia          | Vettura         |   |   |   |    |    |    |   |    |    |    |   |   |   |  |  |  | Punti | Pos. |
| ---- | ----------------- | --------------- | - | - | - | -- | -- | -- | - | -- | -- | -- | - | - | - |  |  |  | ----- | ---- |
| 2012 | Citroën Total WRT | Citroën DS3 WRC | 4 | 2 | 2 | SQ | 24 | 25 | 2 | 23 | 34 | 53 | 3 | 1 | 3 |  |  |  | 213   | 2º   |

| 2013 | Scuderia          | Vettura         |   |    |   |   |    |   |     |   |   |   |   |   |     |  |  |  | Punti | Pos. |
| ---- | ----------------- | --------------- | - | -- | - | - | -- | - | --- | - | - | - | - | - | --- |  |  |  | ----- | ---- |
| 2013 | Citroën Total WRT | Citroën DS3 WRC | 4 | 17 | 2 | 2 | 65 | 8 | Rit | 4 | 3 | 3 | 6 | 3 | Rit |  |  |  | 126   | 4º   |

| 2014 | Scuderia                               | Vettura            |     |    |    |   |    |     |   |   |   |   |   |   |   |  |  |  | Punti | Pos. |
| ---- | -------------------------------------- | ------------------ | --- | -- | -- | - | -- | --- | - | - | - | - | - | - | - |  |  |  | ----- | ---- |
| 2014 | M-Sport Ltd e M-Sport World Rally Team | Ford Fiesta RS WRC | Rit | 45 | 85 | 2 | 94 | Rit | 4 | 5 | 5 | 5 | 5 | 3 | 2 |  |  |  | 126   | 3º   |

| 2018 | Scuderia             | Vettura        |  |  |  |  |  |  |     |    |  |  |  |  |  |  |  |  | Punti | Pos. |
| ---- | -------------------- | -------------- |  |  |  |  |  |  | --- | -- |  |  |  |  |  |  |  |  | ----- | ---- |
| 2018 | Tommi Mäkinen Racing | Ford Fiesta R5 |  |  |  |  |  |  | Rit | 23 |  |  |  |  |  |  |  |  | 0     |      |

| 2019 | Scuderia         | Vettura         |  |  |  |  |  |  |  |   |   |     |    |     |   |  |  |  | Punti | Pos. |
| ---- | ---------------- | --------------- |  |  |  |  |  |  |  | - | - | --- | -- | --- | - |  |  |  | ----- | ---- |
| 2019 | M-Sport Ford WRT | Ford Fiesta WRC |  |  |  |  |  |  |  | 2 | 8 | 282 | 45 | Rit | 7 |  |  |  | 45    | 11º  |

| 2020 | Scuderia         | Vettura         |    |   |   |   |     |   |     |  |  |  |  |  |  |  |  |  | Punti | Pos. |
| ---- | ---------------- | --------------- | -- | - | - | - | --- | - | --- |  |  |  |  |  |  |  |  |  | ----- | ---- |
| 2020 | M-Sport Ford WRT | Ford Fiesta WRC | 83 | 8 | 3 | 6 | Rit | 5 | Rit |  |  |  |  |  |  |  |  |  | 44    | 7º   |

| Legenda | 1º posto | 2º posto | 3º posto | A punti | Senza punti | Ritirato | Squalificato | NP=Non partito C=Gara cancellata | Apice=Power stage |

### WRC-2
| 2018 | Scuderia             | Vettura        |  |  |  |  |  |  |     |   |  |  |  |  |  |  |  |  | Punti | Pos. |
| ---- | -------------------- | -------------- |  |  |  |  |  |  | --- | - |  |  |  |  |  |  |  |  | ----- | ---- |
| 2018 | Tommi Mäkinen Racing | Ford Fiesta R5 |  |  |  |  |  |  | Rit | 7 |  |  |  |  |  |  |  |  | 0     |      |

| Legenda | 1º posto | 2º posto | 3º posto | A punti | Senza punti | Ritirato | Squalificato | NP=Non partito C=Gara cancellata | Apice=Power stage |